# Luís Pereira da Nóbrega de Sousa Coutinho
Luís Pereira da Nóbrega de Sousa Coutinho (Angra dos Reis, c. 1760 — Rio de Janeiro, 21 de dezembro de 1826) foi um militar e político brasileiro.
Foi militar desde cedo se dedicando a carreira das armas, percorrendo os postos subalternos até alcançar o de capitão do 3º Regimento de Infantaria da Côrte, por decreto de 17 de dezembro de 1806. Por Carta Regia de 13 de maio de 1811, foi elevado ao posto de tenente-coronel. Por Carta Régia de 17 de dezembro de 1815 foi-lhe concedida a graduação de coronel, somente efetivada a elevação a este posto por Carta de 22 de janeiro de 1820, por bons serviços prestados. Em 13 de março de 1821 é graduado ao posto de brigadeiro e a 13 de maio, indicado para o cargo de Ajudante General do Exército.
Foi ministro da Guerra de 27 de junho a 28 de outubro de 1822, durante o primeiro reinado.
Foi eleito deputado pela província do Rio de Janeiro para a 1ª Legislatura da Assembléia Geral Legislativa do Império do Brasil (1826 a 1829). Tomou posse a 1º de maio de 1826. E foi eleito primeiro presidente da Câmara dos Deputados do Brasil, cargo que exerceu de 8 de maio a 21 de dezembro de 1826, data de sua morte.
Morreu no posto de tenente-general. Era casado e deixou duas filhas. Seu corpo foi sepultado no Convento de Santo Antônio, no Rio de Janeiro.